# Несс, Бёрре
Бёрре Несс (норв. Børre Næss; род. 23 января 1982, Конгсберг, Бускеруд) — норвежский лыжник, победитель этапов Кубка мира. Специалист спринтерских гонок, наиболее сильно выступал в спринтерских гонках классическим стилем.

## Карьера
В Кубке мира Несс дебютировал 8 марта 2003 года, в марте 2005 года одержал первую победу на этапе Кубка мира, в спринте. Всего на своём счету имеет 3 победы на этапах Кубка мира, все в спринте классическим ходом. Лучшим достижением Несса в общем итоговом зачёте Кубка мира является 19-е место в сезоне 2004/05.
За свою карьеру в чемпионатах мира, и Олимпийских играх участия не принимал. Неоднократно был призёром чемпионата Норвегии.
Использует лыжи производства фирмы Atomic.